# Joshua S. Salmon

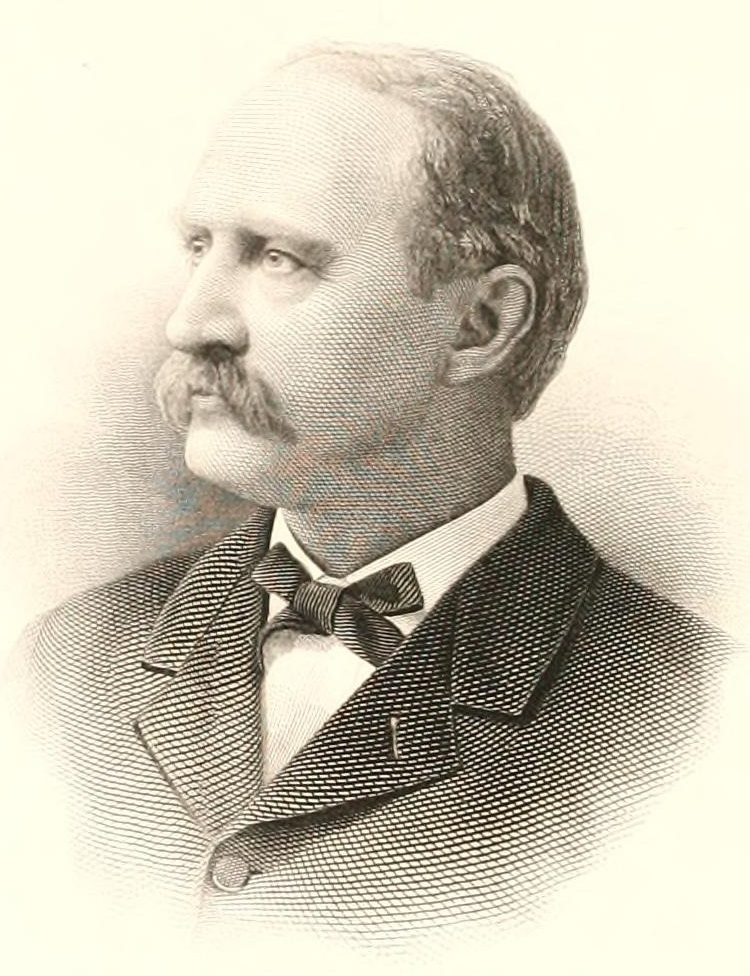
Joshua S. Salmon, 1903

Joshua S. Salmon (* 2. Februar 1846 in Mount Olive, Morris County, New Jersey; † 6. Mai 1902 in Boonton, New Jersey) war ein US-amerikanischer Politiker. Zwischen 1899 und 1902 vertrat er den Bundesstaat New Jersey im US-Repräsentantenhaus.

## Werdegang
Joshua Salmon besuchte die öffentlichen Schulen in Bartley, wohin er mit seinen Eltern in seiner Kindheit gezogen war. Danach arbeitete er für zwei Jahre selbst als Lehrer, ehe er seine Ausbildung am Charlotteville Seminary in New York und am Schooley’s Mountain Seminary in New Jersey fortsetzte. An der letztgenannten Schule arbeitete er dann wieder für einige Zeit als Lehrer. Nach einem anschließenden Jurastudium an der Albany Law School im Staat New York und seiner 1873 erfolgten Zulassung als Rechtsanwalt begann er ab 1875 in Jersey City in diesem Beruf zu arbeiten. Später verlegte er seine Kanzlei und seinen Wohnsitz nach Boonton. Dort und im benachbarten Morristown praktizierte er als Anwalt.
Gleichzeitig begann Salmon als Mitglied der Demokratischen Partei eine politische Laufbahn. In der Folge bekleidete er verschiedene lokale Ämter in der Bezirksverwaltung. In den Jahren 1877 und 1878 war er Abgeordneter in der New Jersey General Assembly. Von 1893 bis 1998 fungierte er als Staatsanwalt im Morris County. Im Jahr 1900 war er Delegierter zur Democratic National Convention in Kansas City, auf der William Jennings Bryan zum zweiten Mal als Präsidentschaftskandidat nominiert wurde.
Bei den Kongresswahlen des Jahres 1898 wurde Salmon im vierten Wahlbezirk von New Jersey in das US-Repräsentantenhaus in Washington, D.C. gewählt, wo er am 4. März 1899 die Nachfolge von Mahlon Pitney antrat. Nach einer Wiederwahl konnte er bis zu seinem Tod am 6. Mai 1902 im Kongress verbleiben. Nach einer Sonderwahl fiel sein Mandat an De Witt C. Flanagan.